# Hideout (Utah)
Hideout è una comune degli Stati Uniti d'America, situato nello Stato dello Utah, nella contea di Wasatch. Secondo il censimento del 2020 gli abitanti di Hideout ammontavano a 922.